# 天野秀二
天野 秀二（あまの しゅうじ、1915年8月2日 - 2009年3月11日）は、新宿高野に勤務して「フルーツ評論家」として、また「ギャラリー新宿高野」の支配人として知られた日本のサラリーマン。

## 経歴
1915年、静岡県浜松市に生まれる。父親は当時、静岡銀行の支店長をしていた。
明治大学商学部に学び、1938年に住友銀行に入行した。
第二次世界大戦中には召集されて、名古屋の自動車部隊の助教となった。兵役期間を満了し、1944年に住友銀行に復帰し、終戦までの時期に、家族を静岡に疎開させながら東京で勤務し、激しい空襲を経験する。
1959年、当時副社長であった高野保の誘いに乗って新宿高野に転職し、以降、広報を担当し「フルーツ評論家」として各方面に寄稿するなどして、後には、取締役になった。
68歳で役員定年を迎えた後も、社員として会社に残り、紀伊国屋書店店主の田辺茂一の勧めで1983年にギャラリー新宿高野を開業して支配人となり、2005年の閉廊までその任にあった。さらにその後も、社長室長として、会社に在職し続けた。
2009年3月11日、心不全のため死去。

## エピソード
自己紹介の際には、「果物屋の番頭です」と自称するのが常であったという。
趣味で集めていた果物柄のネクタイのコレクションは、総数が600本を超えていたとされる。

## おもな著書

### 単著
- 小売店のパブリシティ作戦：「カネ」のかからない小売店のPR手法とその実例、商業界（商業界経営ライブラリー）、1967年
- 図説世界のくだもの366日事典、講談社（講談社+α文庫）、1995年
- 84歳の現役サラリーマン、晶文社、1999年

### 共著
- （丹羽秀子、臼井直子との共著）くだもの天国―フルーツライフの楽しみ、ティビーエス・ブリタニカ、1988年
- （丹羽秀子、臼井直子、平野泰三との共著）フルーツ・カットと盛合せのテクニック、柴田書店、1990年
- （上林雅子、杉本正子との共著）魅力の果物たち―そのおいしい食べ方、東京新聞出版局、1990年

### 絵本
- （斎藤雅緒 絵）ぶどう、フレーベル館（だいすきしぜん）、2007年